# Psychotria myrmecophila
Psychotria myrmecophila är en måreväxtart som beskrevs av Karl Moritz Schumann och Carl Karl Adolf Georg Lauterbach. Psychotria myrmecophila ingår i släktet Psychotria och familjen måreväxter. Inga underarter finns listade i Catalogue of Life.